# Oligocodon
Oligocodon là một chi thực vật có hoa trong họ Thiến thảo (Rubiaceae).

## Loài
Chi Oligocodon gồm các loài: